# NXT No Mercy (2023)
NXT No Mercy – gala wrestlingu wyprodukowana przez federację WWE dla zawodników z brandu NXT. Odbyła się 30 września 2023 w Mechanics Bank Arena w Bakersfield w Kalifornii. Emisja była przeprowadzana na żywo za pośrednictwem serwisu strumieniowego Peacock w Stanach Zjednoczonych i WWE Network na całym świecie. Była to czternasta gala w chronologii cyklu No Mercy.
Było to pierwsza gala WWE transmitowana na żywo, podczas którego firma nie była własnością rodziny McMahon i nie była przez nią kontrolowana, ponieważ sprzedaż firmie Endeavor została sfinalizowana 12 września 2023 roku, a WWE i Ultimate Fighting Championship połączyły się, tworząc oddziały nowego podmiotu o nazwie TKO Group Holdings. Z kolei NXT No Mercy było pierwszą galą transmitowaną na żywo przez WWE pod rządami TKO.
Na gali odbyło się siedem walk, w tym jedna w pre-show Kickoff. W walce wieczoru, Becky Lynch pokonała Tiffany Stratton w Extreme Rules matchu broniąc NXT Women’s Championship. W innych ważnych walkach, Ilja Dragunov pokonał Carmelo Hayesa zdobywając NXT Championship, Trick Williams pokonał „Dirty” Dominika Mysterio zdobywając NXT North American Championship oraz w pierwszej walce w karcie, Baron Corbin pokonał Brona Breakkera.

## Produkcja i rywalizacje
NXT No Mercy oferowało walki profesjonalnego wrestlingu z udziałem wrestlerów należących do brandu NXT. Wyreżyserowane rywalizacje (storyline’y) były kreowane podczas cotygodniowych gal NXT i uzupełniający program transmisji strumieniowej online Level Up. Wrestlerzy są przedstawieni jako heele (negatywni, źli zawodnicy i najczęściej wrogowie publiki) i face’owie (pozytywni, dobrzy i najczęściej ulubieńcy publiki), którzy rywalizują pomiędzy sobą w seriach walk mających budować napięcie. Kulminacją rywalizacji jest walka wrestlerska lub ich seria.

### Noam Dar vs. Butch
Na NXT: Heatwave, po tym jak Noam Dar zdobył Puchar Dziedzictwa NXT, podczas świętowania Meta-Four za kulisami, Dar otrzymał list. W liście stwierdzono, że w przyszłym tygodniu rozpocznie się światowy turniej wyłaniający pretendenta numer jeden, a Dar będzie bronił się przed zwycięzcą na No Mercy. 23 sierpnia podczas WWE The Bump, został ujawniony regulamin NXT Global Heritage Invitational. Turniej będzie rozgrywany systemem kołowym z udziałem dwóch grup po czterech wrestlerów w każdej grupie. Walki będą trwały 12 minut, a zwycięstwa zapewnią wrestlerowi dwa punkty, a 12-minutowy remis zapewni obu wrestlerom jeden punkt. Zwycięzca grupy A zmierzy się ze zwycięzcą grupy B 26 września na odcinku NXT, a zwycięzca tej walki zmierzy się z Noamem Darem o Puchar Dziedzictwa. 24 sierpnia WWE ujawniło, że pierwszymi dwoma uczestnikami będą Tyler Bate (Grupa A) i Joe Coffey (Grupa B). Dwa dni później zostało ogłoszonych kolejnych czterech uczestnitów, którymi zostali Butch i Charlie Dempsey (Grupa A) oraz Duke Hudson i Nathan Frazer (Grupa B). Następnego dnia ogłoszono dwóch ostatnich zawodników, Axiom (Grupa A) i Akira Tozawa (Grupa B). W finale 26 września, Butch pokonał Coffeya, zdobywając walkę o mistrzostwo NXT Heritage Cup przeciwko Darowi na No Mercy.

### Carmelo Hayes vs. Ilja Dragunov
Na The Great American Bash, Carmelo Hayes pokonał Ilję Dragunova i obronił mistrzostwo NXT. Prawie miesiąc później, Hayes obronił tytuł w walce z Wesem Lee na NXT: Heatwave. W następnym tygodniu, w swoim promo Dragunov powiedział, że jego oczy są zwrócone na mistrzostwo NXT. W tym samym odcinku, Lee w swoim filmie na Instagramie powiedział to samo. Na odcinku z 5 września, na następny tydzień zaplanowano walkę pomiędzy Lee i Dragunovem, którego zwycięzca zmierzy się z Hayesem o tytuł na No Mercy, która wygrał Dragunov.

### Bron Breakker vs. Baron Corbin
12 września na odcinku NXT, Baron Corbin pochwalił Brona Breakkera za (kayfabe) zmiażdżenie czaszki Vona Wagnera stalowymi schodami w poprzednim tygodniu. Breakker powiedział, że nie zaatakował Wagnera, aby zyskać aprobatę Corbina i że nie chce ani nie potrzebuje szacunku Corbina. Breakker wyzwał Corbina na pojedynek na No Mercy, który później został oficjalnie ogłoszony.

### Becky Lynch vs. Tiffany Stratton
Na NXT: Heatwave, mistrzyni kobiet NXT Tiffany Stratton przez pomyłkę umieściła Becky Lynch na liście byłych mistrzyń kobiet NXT. Na Payback, Stratton pojawiła się i przeprosiła Lynch. Po udanej obronie tytułu Strattona przeciwko Kianie James w następnym odcinku NXT, Lynch pojawiła się i wyzwała Stratton na walkę o tytuł w następnym tygodniu, gdzie Lynch pokonała Stratton i zdobyła tytuł. W następnym tygodniu, Lynch zaproponowała Stratton rewanż w dowolnym momencie, który wybrała, co zaplanowano na No Mercy. Po tym, jak Lynch i Lyra Valkyria pokonały Stratton i James w tag team matchu później tego wieczoru, Stratton zaatakowała Lynch, która wyzwała Stratton na Extreme Rules match podczas gali, na co Stratton się zgodziła.

### „Dirty” Dominik Mysterio vs. Trick Williams
29 sierpnia na odcinku NXT, Mustafa Ali i Dragon Lee kłócili się o to, kto powinien być kolejnym pretendentem do mistrzostwa Ameryki Północnej NXT, w którego posiadaniu jest „Dirty” Dominika Mysterio z Raw. Na następny tydzień zaplanowano walkę pomiędzy Alim i Lee, w którym Mysterio będzie sędzią specjalnym, a jego zwycięzca zmierzy się z Mysterio o tytuł na No Mercy, która wygrał Ali. Jednak 21 września, Ali znalazł się wśród wrestlerów, którzy zostali zwolnieni z kontraktów z WWE. 26 września, Shawn Michaels ogłosił na X, że tej nocy w odcinku NXT, odbędzie się triple threat match pomiędzy Lee, Axiomem i Tylerem Batem, aby ustalić, kto zamiast tego rzuci wyzwanie Mysterio o tytuł na gali No Mercy. Tej samej nocy, Trick Williams włączył się w walkę, czyniąc go fatal 4-way matchem, który Williams wygrał. Ogłoszono również, że Lee będzie sędzią specjalnym.

## Karta walk
| Nr                                                                   | Wyniki | Stypulacje                                                                        | Czas  |
| -------------------------------------------------------------------- | --- | --------------------------------------------------------------------------------- | ----- |
| 1P                                                                   | Blair Davenport pokonała Kelani Jordan poprzez pinfall | Singles match                                                                     | 6:38  |
| 2                                                                    | Baron Corbin pokonał Brona Breakkera poprzez pinfall | Singles match                                                                     | 9:33  |
| 3                                                                    | Trick Williams pokonał „Dirty” Dominika Mysterio (c) poprzez pinfall | Singles match o NXT North American Championship Dragon Lee był sędzią specjalnym. | 9:28  |
| 4                                                                    | The Family (Tony D’Angelo i Channing „Stacks” Lorenzo) (c) pokonali OTM (Luciena Price’a i Bronco Nimę) (z Scryptsem), The Creed Brothers (Brutusa Creeda i Juliusa Creeda) (z Ivy Nile) oraz Los Lotharios (Humberto Carrillo i Angela Garze) poprzez pinfall | Fatal 4-way tag team match o NXT Tag Team Championship                            | 12:07 |
| 5                                                                    | Noam Dar (c) (z Meta-Four (Oro Mensahem, Lash Legend i Jakarą Jackson)) pokonał Butcha (z Tylerem Batem) z wynikiem 2–1 | British Rounds Rules match o NXT Heritage Cup                                     | 15:54 |
| 6                                                                    | Ilja Dragunov pokonał Carmelo Hayesa (c) poprzez pinfall | Singles match o NXT Championship                                                  | 21:04 |
| 7                                                                    | Becky Lynch (c) pokonała Tiffany Stratton poprzez pinfall | Extreme Rules match o NXT Women’s Championship                                    | 20:19 |
| (c) – mistrz/mistrzyni przed walkąP – walka miała miejsce w pre-show | |                                                                                   |       |

### NXT Global Heritage Invitational
| Grupa A         | Grupa A | Grupa B       | Grupa B |
| --------------- | ------- | ------------- | ------- |
| Butch           | 5       | Joe Coffey    | 6       |
| Tyler Bate      | 4       | Nathan Frazer | 4       |
| Axiom           | 3       | Duke Hudson   | 4       |
| Charlie Dempsey | 0       | Akira Tozawa  | 0       |

| Grupa A | Bate           | Butch         | Dempsey        | Axiom         |
| ------- | -------------- | ------------- | -------------- | ------------- |
| Bate    | —              | Butch (11:49) | Bate (7:12)    | Bate (10:08)  |
| Butch   | Butch (11:49)  | —             | Butch (4:50)   | Remis (12:00) |
| Dempsey | Bate (7:12)    | Butch (4:50)  | —              | Axiom (6:54)  |
| Axiom   | Bate (10:08)   | Remis (12:00) | Axiom (6:54)   | —             |
| Grupa B | Coffey         | Hudson        | Frazer         | Tozawa        |
| Coffey  | —              | Hudson (3:50) | Coffey (10:12) | Coffey (6:44) |
| Hudson  | Hudson (3:50)  | —             | Frazer (2:47)  | Hudson (6:54) |
| Frazer  | Coffey (10:12) | Frazer (2:47) | —              | Frazer (2:30) |
| Tozawa  | Coffey (6:44)  | Hudson (6:54) | Frazer (2:30)  | —             |

|  |                                          |                                          |                                          |    |       |                        |                        |                        |
|  | Rozstrzygnięcie Grupy B NXT, 19 września | Rozstrzygnięcie Grupy B NXT, 19 września | Rozstrzygnięcie Grupy B NXT, 19 września |    |       | Finał NXT, 26 września | Finał NXT, 26 września | Finał NXT, 26 września |
|  | Rozstrzygnięcie Grupy B NXT, 19 września | Rozstrzygnięcie Grupy B NXT, 19 września | Rozstrzygnięcie Grupy B NXT, 19 września |    |       | Finał NXT, 26 września | Finał NXT, 26 września | Finał NXT, 26 września |
|  |                                          |                                          |                                          |    |       |                        |                        |                        |
|  |                                          |                                          |                                          |    |       |                        |                        |                        |
|  | B1                                       | Joe Coffey                               | Pin                                      | A1 | Butch | Pin                    |                        |                        |
|  | B1                                       | Joe Coffey                               | Pin                                      | A1 | Butch | Pin                    |                        |                        |
|  | B2                                       | Nathan Frazer                            | —                                        |    |       | B1                     | Joe Coffey             | 12:42                  |
|  | B2                                       | Nathan Frazer                            | —                                        |    |       | B1                     | Joe Coffey             | 12:42                  |
|  | B3                                       | Duke Hudson                              | 12:22                                    |    |       |                        |                        |                        |
|  | B3                                       | Duke Hudson                              | 12:22                                    |    |       |                        |                        |                        |